# Вільям Джінджер Річардсон
Вільям Річардсон (англ. William Richardson, 29 травня 1909 — 29 березня 1959, Бірмінгем), відомий як Вільям «Джінджер» Річардсон або просто В. Дж. Річардсон (англ. W. G. Richardson) — англійський футболіст, що грав на позиції нападника, зокрема за «Вест-Бромвіч Альбіон».

## Клубна кар'єра
У дорослому футболі дебютував 1928 року виступами за команду «Гартлпул Юнайтед», в якій молодий нападник у 29 матчах сезону Третього дивізіону Футбольної ліги (Північ) відзначився 19 забитими голами, чим привернув до себе увагу представників команд вищих рівнів англійської футбольної піраміди.
Тож 1929 року гравець уклав контракт з одним з лідерів Другого дивізіону «Вест-Бромвіч Альбіон», в якому швидко став ключовим гравцем лінії нападу. На момент його приходу у команді вже грав його повний тезка Вільям «Віллі» Річардсон, тож новачка відразу ж почали називати Джінджер Річардсон (англ. Ginger Richardson), тобто рудий Річардсон, прізвиськом, під яким він увійшов до історії клубу і англійського футболу загалом. Вже у своєму другому сезоні молодий нападник допоміг «Альбіону» здобути підвищення в класі до Першого дивізіону, а також, забивши обидва голи у фіналі тогорічного Кубка Англії, виграти цей найстаріший у світі футбольний трофей.
В елітному англійському дивізіоні також не загубився і регулярно відзначався голами, зокрема в листопаді 1931 року оформив найшвидший в історії Першого дивізіону «покер», відзначившись чотирма голами у ворота аутсайдера «Вест Гем Юнайтед» протягом п'яти хвилин. Загалом до вимушеного переривання футбольних змагань в Англії через Другу світову війну відіграв за ВБА у 320 мачтах чемпіонату, забивши в них 202 голи. Найуспішнішим особисто для нападника був сезон 1935/36, в якому він встановив досі непорушний рекорд клубу за кількістю голів одного гравця за сезон у найвищому англійському дивізіоні — 39. Цього ж вистачило аби стати найкращим бомбардиром тогорічного турніру.
У повоєнні роки 36-річний на той момент нападник провів один сезон за «Шрусбері Таун», в якому на рівні однієї з регіональних ліг країни забив 55 голів у 35 іграх, після чого офіційно завершив ігрову кар'єру.

## Виступи за збірну
1935 року провів свою першу і єдину офіційну гру у складі національної збірної Англії.
Помер 29 березня 1959 року на 50-му році життя у місті Бірмінгем.

## Титули і досягнення
- Володар Кубка Англії з футболу (1):

«Вест-Бромвіч Альбіон»: 1930/31
- Найкращий бомбардир Футбольної ліги Англії (1):

1935/36 (39 голів)